# Fonda Lee
Pour les articles homonymes, voir Lee.
Œuvres principales
- Série Les Os émeraudes
- Série Exo

Fonda Lee, née le 10 mars 1979 à Calgary dans la province d'Alberta, est une romancière et nouvelliste canadienne de science-fiction et de fantasy.

## Biographie

### Enfance et formation
Fonda Lee naît le 10 mars 1979 à Calgary, au Canada, où elle passe son enfance,.
Elle vit ensuite à Toronto puis dans la région de la baie de San Francisco.
Elle obtient un MBA de l'Université de Stanford.
Elle travaille ensuite comme consultante en gestion et stratégie commerciale avant de quitter le secteur de l'entreprise pour se consacrer à l'écriture,.

### Carrière littéraire
Fonda Lee participe à l'atelier d'écriture Viable Paradise en 2014.
En 2015 sort son premier roman pour jeunes adultes, Zeroboxer. Il est finaliste pour le prix Andre-Norton 2017,. Il reçoit des critiques positives de Publishers Weekly et de Kirkus Reviews qui le décrit comme « une science-fiction de premier ordre et un grand roman sportif aussi »,. Le roman raconte l'histoire du zéroboxer Carr Luka, en passe de remporter le championnat de ce sport qui mélange les arts martiaux mixtes et la chute libre. Mais il découvre un secret dévastateur qui pourrait tout bousculer et pour lequel il est victime de chantage,.
En 2017 est publié Exo, finaliste du prix Andre-Norton,. Il est bien accueilli par la critique et remporte le prix Aurora du meilleur roman jeunes adultes 2018 à égalité avec Elizabeth Whitton,,. Le roman, qui se passe dans le futur, raconte l'histoire d'un jeune soldat travaillant pour les extraterrestres qui ont conquis la Terre. Il combat un groupe rebelle mais apprend qu'il a des liens familiaux avec quelqu'un qu'il considère comme un criminel.
La même année, Fonda Lee publie une nouvelle, Old Souls, dans Where the Stars Rise : Asian Science Fiction & Fantasy. Elle est nommée pour le prix Aurora de la meilleure fiction courte 2018 et le prix World Fantasy de la meilleure nouvelle 2018,.
En 2017 toujours parait son premier roman pour adultes, La Cité de Jade, premier tome de la série Les Os émeraudes. Le livre est finaliste du prix Nebula du meilleur roman,. Il est également nommé comme l'un des 100 meilleurs livres fantastiques de tous les temps par le magazine Time. Il remporte en outre le prix World Fantasy du meilleur roman 2018 et le prix Aurora 2018,. La saga est centrée sur une famille de guerriers, les Kauls, et leur implication dans une guerre de clans pour le jade qui amplifie les sens et leurs pouvoirs de combat. L'histoire se déroule sur l’île de Kekon, une métropole moderne d’inspiration asiatique,. La saga fait partie de la liste de NPR concernant les 50 livres de science-fiction et fantastiques préférés de la dernière décennie et remporte une nomination en 2022 pour le prix Hugo de la meilleure série littéraire,.
En 2018 parait la suite d'Exo, S'allier ou mourir,. Le roman est nommé pour le prix Locus du meilleur roman pour jeunes adultes 2019 et remporte le prix Aurora du meilleur roman jeunes adultes 2019,.
En 2019 sort le deuxième tome de la série Les Os émeraudes, appelé La Guerre du jade. Il est nommé pour le prix Locus, le Dragon Award, le prix Aurora et le Ignyte Award,,,,.
En 2020, sa nouvelle I (28M) created a deepfake girlfriend and now my parents think we’re getting married est nommée pour le prix Locus de la meilleure nouvelle courte 2020. La même année, Peacock annonce qu'une série télévisée basée sur La Cité de Jade est en cours de développement, avec l'autrice comme productrice consultante. Le projet n'aboutira finalement pas.
En 2021 sort le troisième et dernier tome de la série Les Os émeraudes, appelé L'Héritage du jade. Il est apprécié des lecteurs et des médias avec une critique étoilée et une sélection hebdomadaire de Publishers Weekly ainsi qu'une critique étoilée de Library Journal qui écrit « La série de Lee constituera un pilier de la fantasy épique et du drame familial »,. Le livre remporte le prix Locus du meilleur roman de fantasy 2022 et le prix Aurora du meilleur roman 2022, ainsi qu'une nomination pour le Dragon Award du meilleur roman,,.
En 2022, Fonda Lee publie un court roman autonome se déroulant avant les événements de Les Os émeraudes, intitulé The Jade Setter of Janloon.
En 2023, l'autrice publie son nouveau livre, Untethered Sky, une fantaisie épique qui raconte l'histoire d'une jeune fille qui partira à la chasse aux manticores après que celles-ci ont tué sa mère et son frère,. Elle publie également un recueil de nouvelles appartenant à l'univers de Les Os émeraudes appelé Jade Shards. Le recueil est composé de quatre nouvelles dont l'histoire se déroule avant celles de la saga. Elles explorent des moments révélateurs du passé de certains des personnages importants de la saga.
En mars 2023, Orbit Books annonce avoir acquis les droits du futur roman « cyberpunk samouraï space opera » de Fonda Lee, The Last Contract of Isako, dont la sortie est prévue pour l'hiver 2025,.

### Vie privée
Fonda Lee vit à Portland, dans l'Oregon, avec sa famille.
Elle possède les ceintures noires de karaté et de kung-fu.

## Œuvres

### SérieExo
1. Exo, Bayard Jeunesse, 2018 ((en) Exo, 2017), trad. Éric Moreau, 534 p.  (ISBN 978-2-7470-8280-8)
2. S'allier ou mourir, Bayard Jeunesse, 2019 ((en) Cross Fire, 2018), trad. Éric Moreau, 526 p.  (ISBN 978-2-7470-8281-5)

### UniversLes Os émeraudes

#### SérieLes Os émeraudes
1. La Cité de Jade, De Saxus, 2023 ((en) Jade City, 2017), trad. Gaspard Houi, 640 p.  (ISBN 978-2-37876-324-4)Prix World Fantasy du meilleur roman 2018 et prix Aurora du meilleur roman 2018
2. La Guerre du jade, De Saxus, 2024 ((en) Jade War, 2019), trad. Gaspard Houi, 768 p.  (ISBN 978-2-37876-433-3)
3. L'Héritage du jade, De Saxus, 2024 ((en) Jade Legacy, 2021), trad. Gaspard Houi, 907 p.  (ISBN 978-2-37876-562-0)Prix Locus du meilleur roman de fantasy 2022 et prix Aurora du meilleur roman 2022

#### Romans indépendants
- (en) The Jade Setter of Janloon, 2022

#### Recueils de nouvelles indépendants
- (en) Jade Shards, 2023

### SérieBreathmarked
Cette série est coécrite avec Shannon Lee.
1. (en) Breath of the Dragon, 2025

### Romans indépendants
- (en) Zeroboxer, 2015
- (en) Untethered Sky, 2023  (ISBN 978-1250842466)